# Шафран Томазини
Шафра́н Томази́ни, или крокус Томазини (лат. Crocus tommasinianus) — травянистое растение; вид рода Шафран семейства Ирисовые, или Касатиковые (Iridaceae).
Назван в честь ботаника Муцио Г. Спирито де Томазини (1794—1879), который был мэром Триеста. Часто называют ранним или снежным крокусом, но эти термины используются и в отношении нескольких других видов, хотя Шафран Томазини зацветает одним из первых.
Ареал охватывает Болгарию, Венгрию, Албанию и бывшую Югославию.

## Описание
Это клубнелуковичное многолетнее растение имеет сиреневые цветки и является одним из самых маленьких культивируемых видов шафрана. Цветки длиной около 2—4 см, с белым периантом, лепестки (6) от бледно-сиреневых до красновато-фиолетовых, внешние лепестки могут быть серебристые с тёмными кончиками. Вариант[прояснить], С. tommasinianus f. albus — белый. Его культурные сорта используются в качестве декоративных растений. Высота растения — 7—8 см.
Легко натурализуется, из-за чего получил репутацию сорняка. Часто высаживается в больших количествах в садах и парках.
Это растение получило премию Королевского садоводческого общества садовой заслуги.

## Сорта
Примеры:
- «Фиолетовый Барра» (аметистовый)
- «Сиреневая красавица» (фиолетовый)
- «Росеус» (снежно-розовый)
- «Рубиновый гигант» (пурпурный)
- «Уайтвелльский фиолетовый» (красновато-фиолетовые цветы, бледно-лиловые на внутренней стороне)